# Ariel Martínez (Fußballspieler, 1994)
Ariel Elías Martínez Arce (* 10. Januar 1994 in Melipilla) ist ein chilenischer Fußballspieler. Der Mittelfeldspieler steht aktuell beim CD Palestino unter Vertrag.

## Karriere
Ariel Martínez begann seine Karriere 2012 beim CSD Colo-Colo in der Reservemannschaft der Segunda División und wurde von Mitte 2014 bis Mitte 2016 an Zweitligist Coquimbo Unido verliehen. Dort überzeugte er und weckte das Interesse von Vereinen aus der Primera División. Zur Saison 2017 unterschrieb der Mittelfeldspieler bei Audax Italiano einen Vertrag. Nach einer kurzen Station bei Unión La Calera in der Saison 2021 wechselte Martínez  zum CD Palestino, bei dem er seinen Einjahresvertrag bis Ende 2025 verlängerte.